# Culex jenseni
Culex jenseni is een muggensoort uit de familie van de steekmuggen (Culicidae). De wetenschappelijke naam van de soort is voor het eerst geldig gepubliceerd in 1910 door de Meijere.
De soort is een nepenthebiont; de larven ontwikkelen zich vrijwel alleen in de vangbekers van Nepenthes-planten.